# Jardim Balata
O Jardim Balata é um jardim botânico privado localizado a 10 quilômetros ao norte do centro de Forte da França, na estrada Balata (em direção a Le Morne-Rouge), na orla da Route de la Trace, na Martinica.

## História
Iniciado em 1982 por seu proprietário, Jean-Philippe Thoze, graças à sua coleção pessoal de plantas, foi aberto ao público em 16 de abril de 1986. Além disso, reuniu uma coleção de espécies tropicais: antúrios, hibiscos, nenúfares exóticos, rosas de porcelana, helicônias, pandanos variegados ou mesmo dracenas e balisiers [carece de fontes?]. O jardim foi então adquirido em 2008 pelo Tropical Forest Park Group, de propriedade de Franck e Angélique Chaulet, que também inclui o Zoológico de Guadalupe e o Zoológico da Guiana . Em 2014, este grupo foi enriquecido pelo Zoológico de Martinica, criado no Habitation Anse Latouche . Em 2018, o banco de investimento público e o fundo de investimento Trocadero Capital Partners adquiriram uma participação no grupo, juntamente com os fundadores e executivos do grupo .

### Rota e flora apresentadas
Este jardim, aberto ao público, inclui uma trilha pelas copas das árvores.

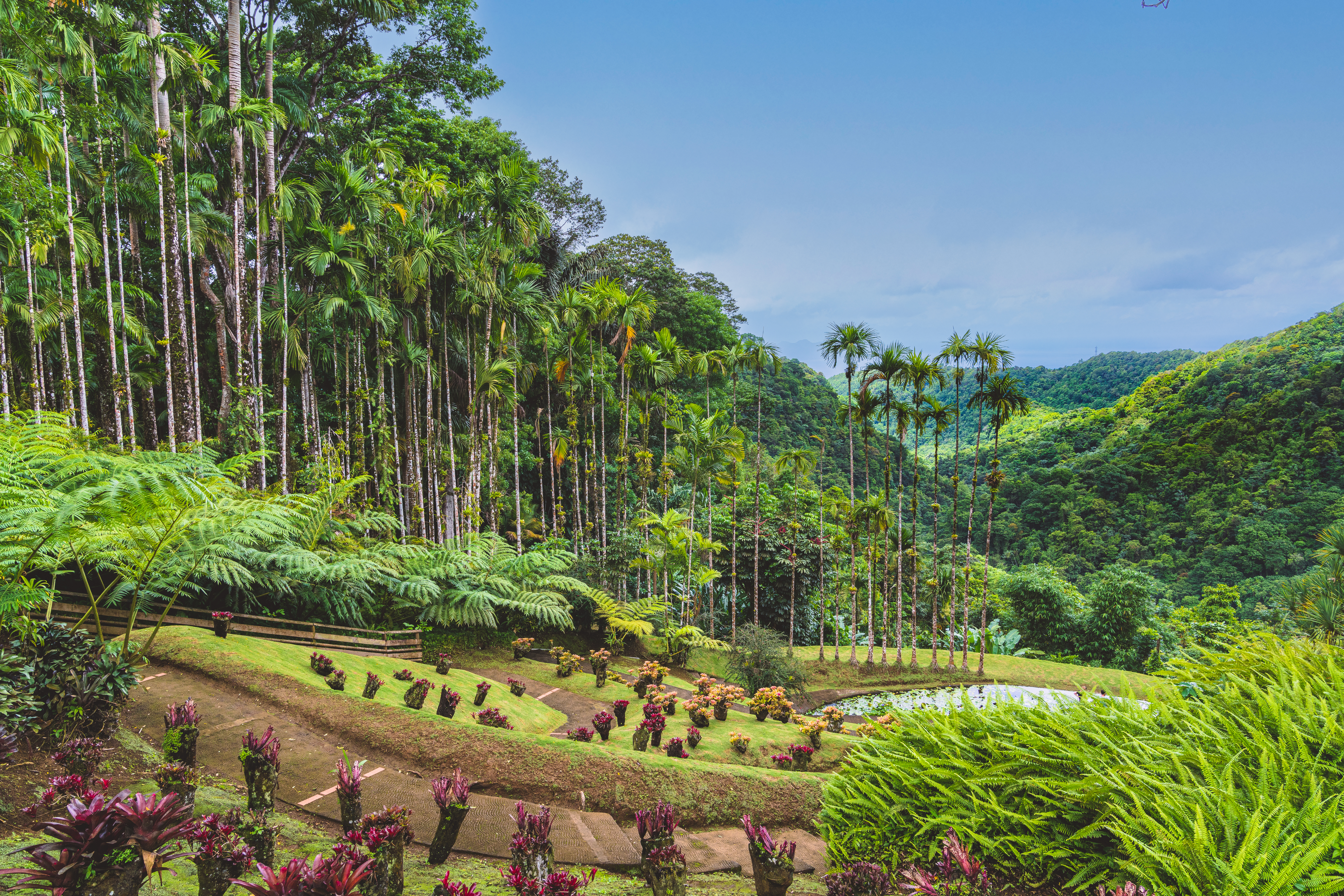
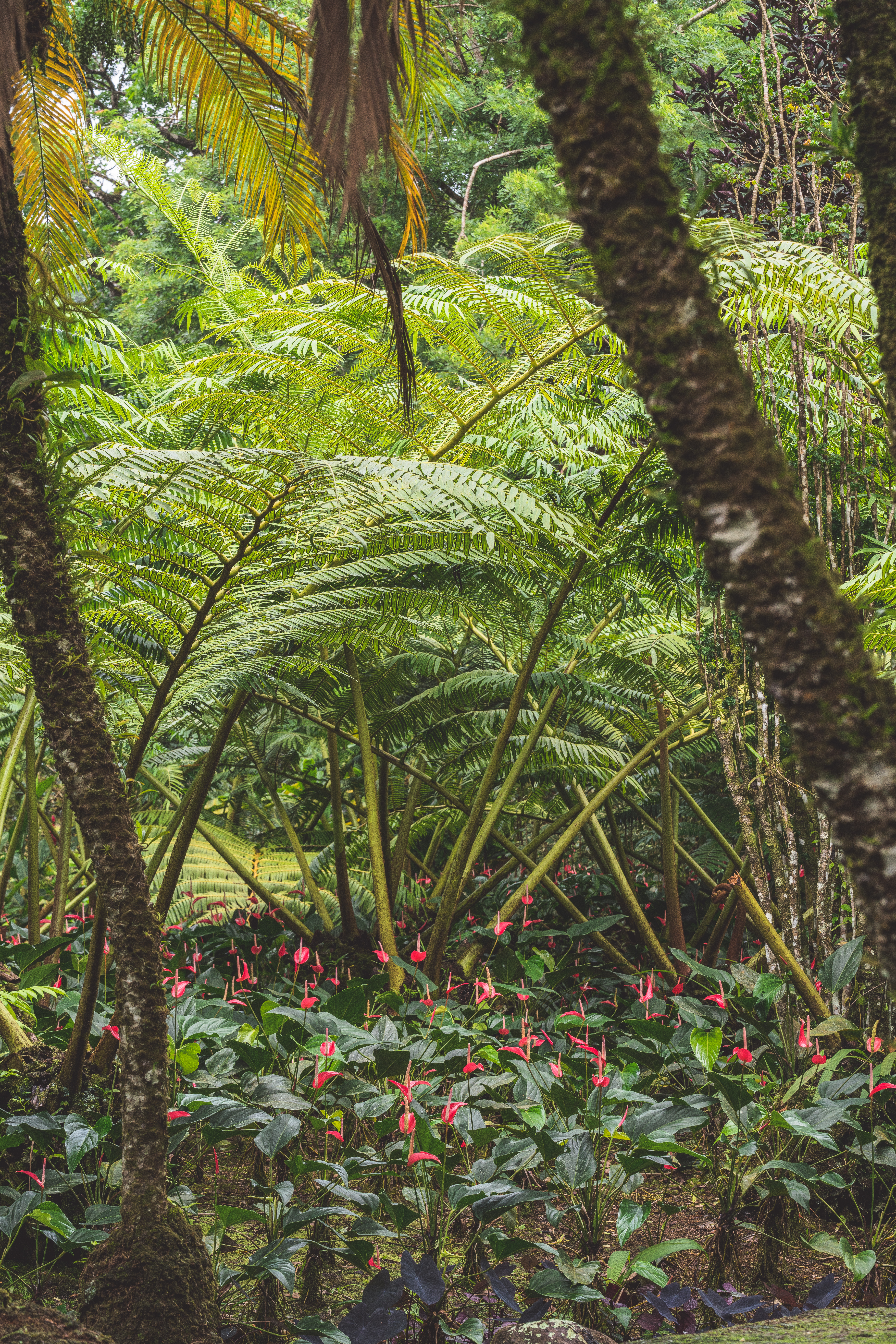
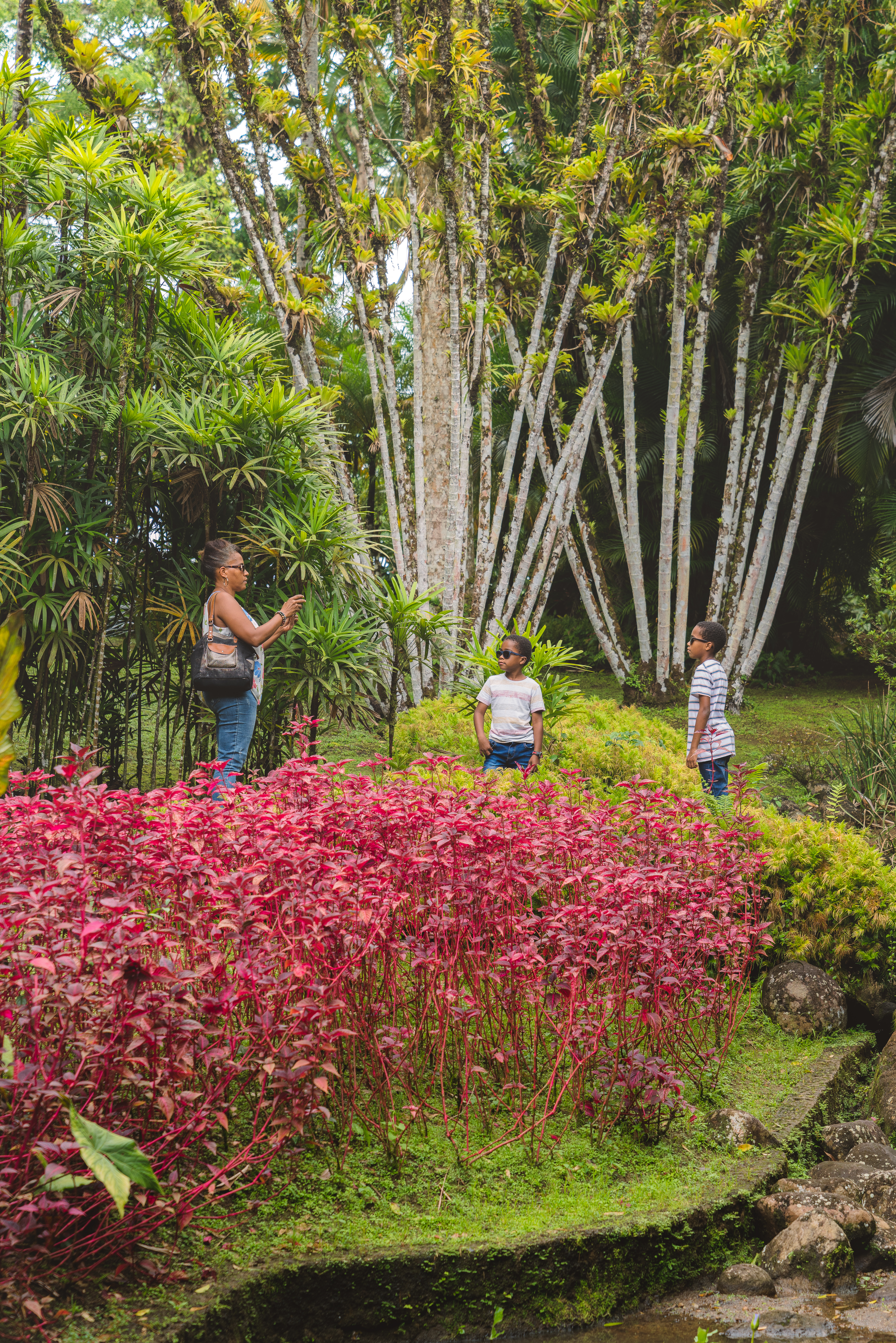
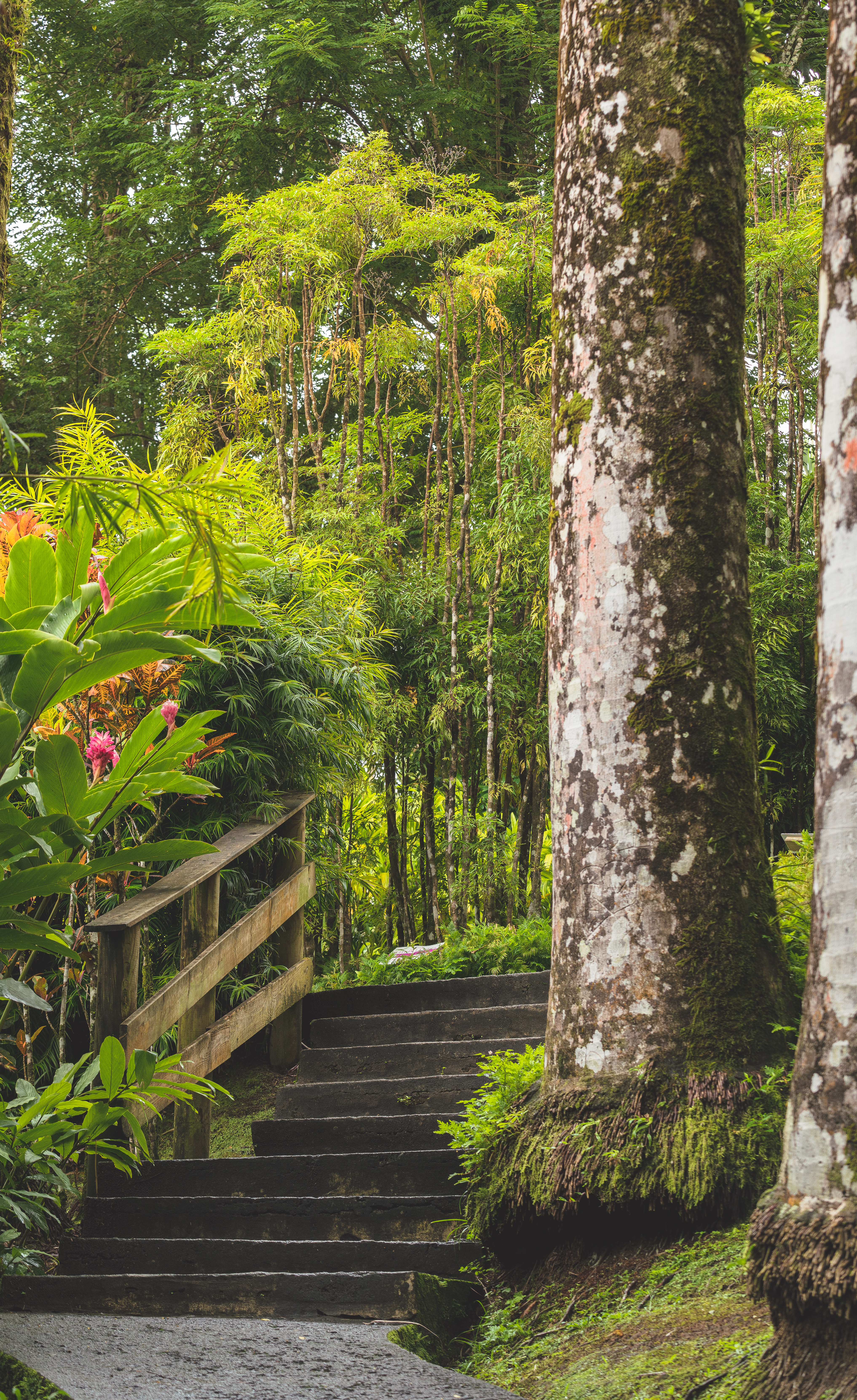
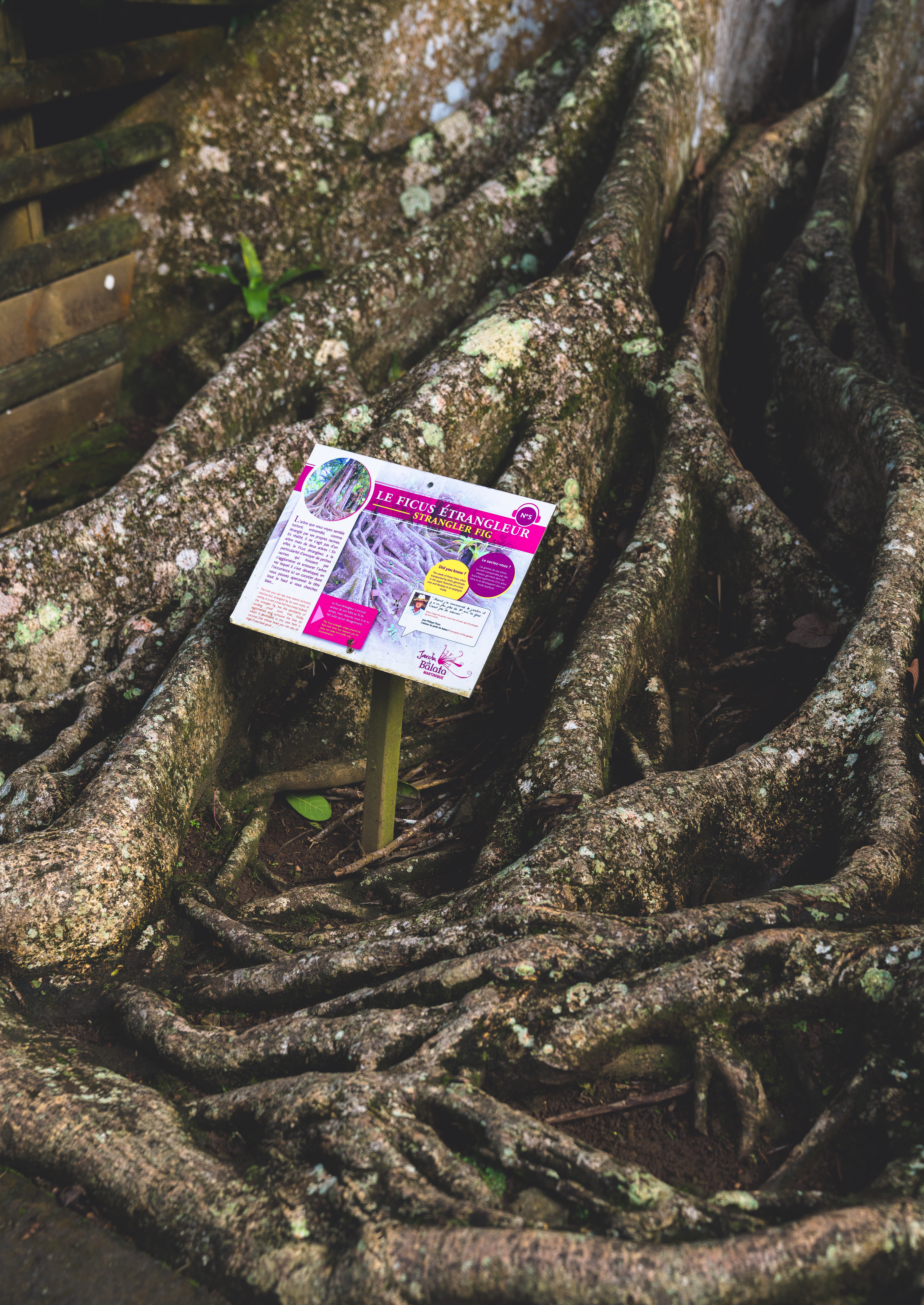
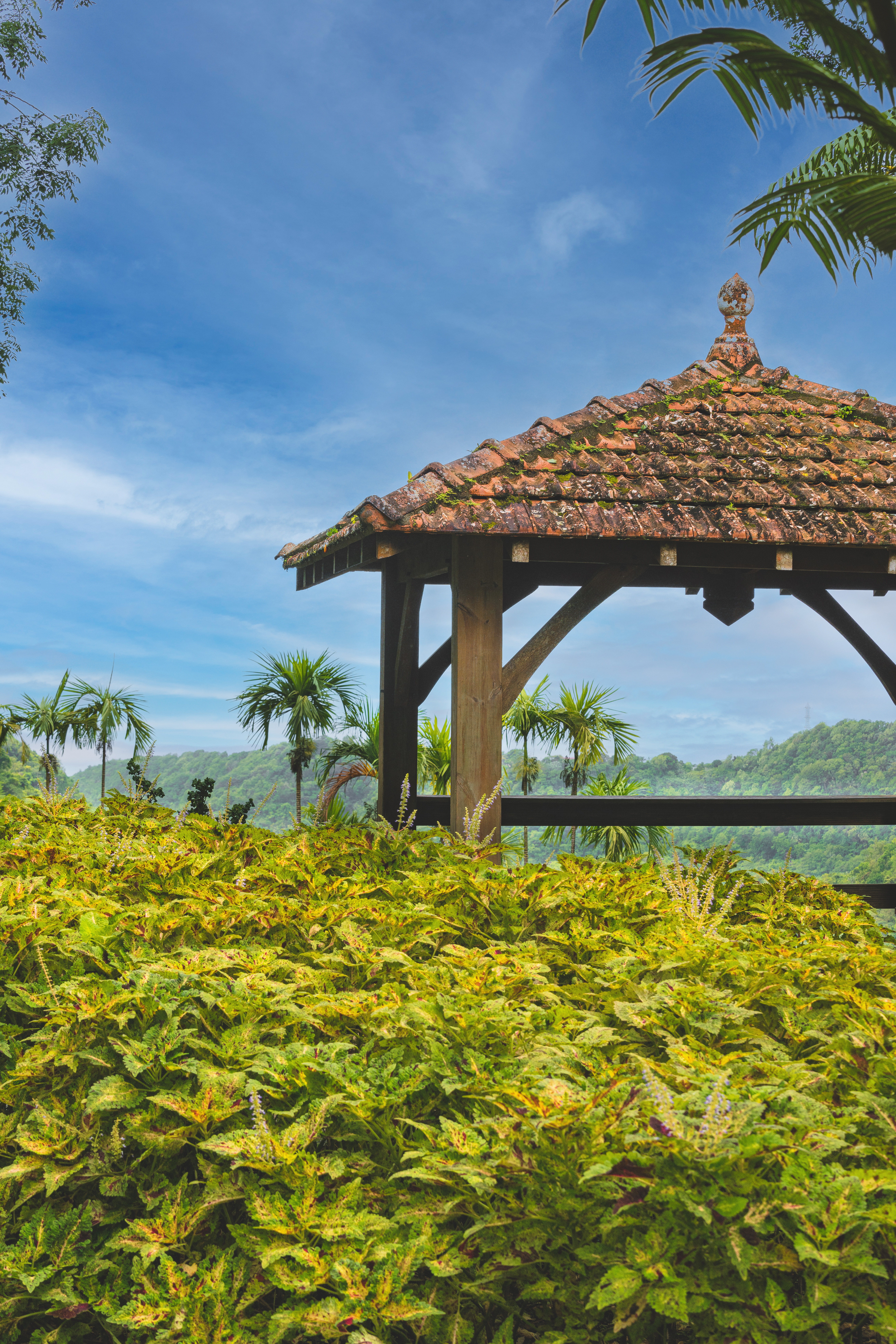
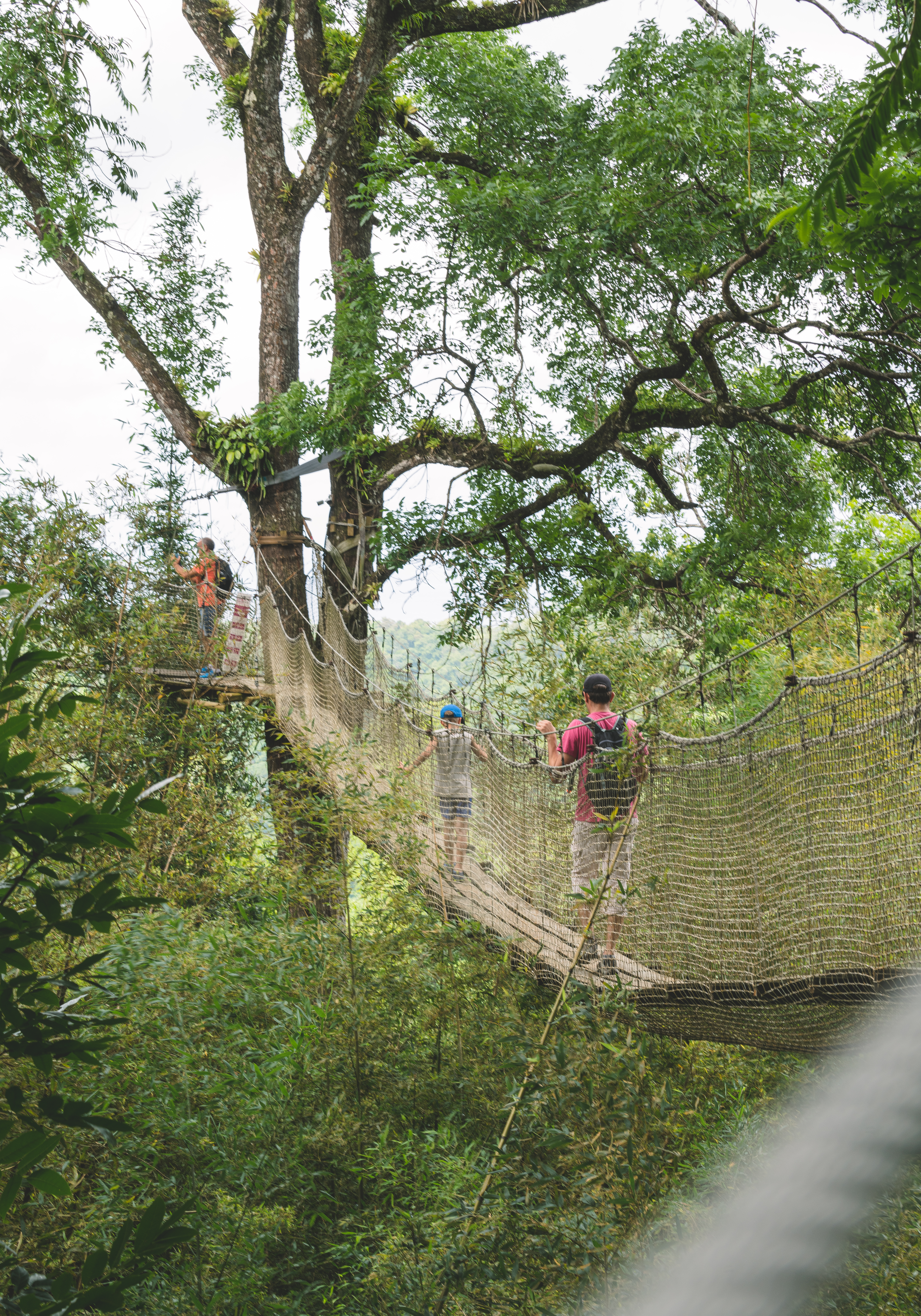
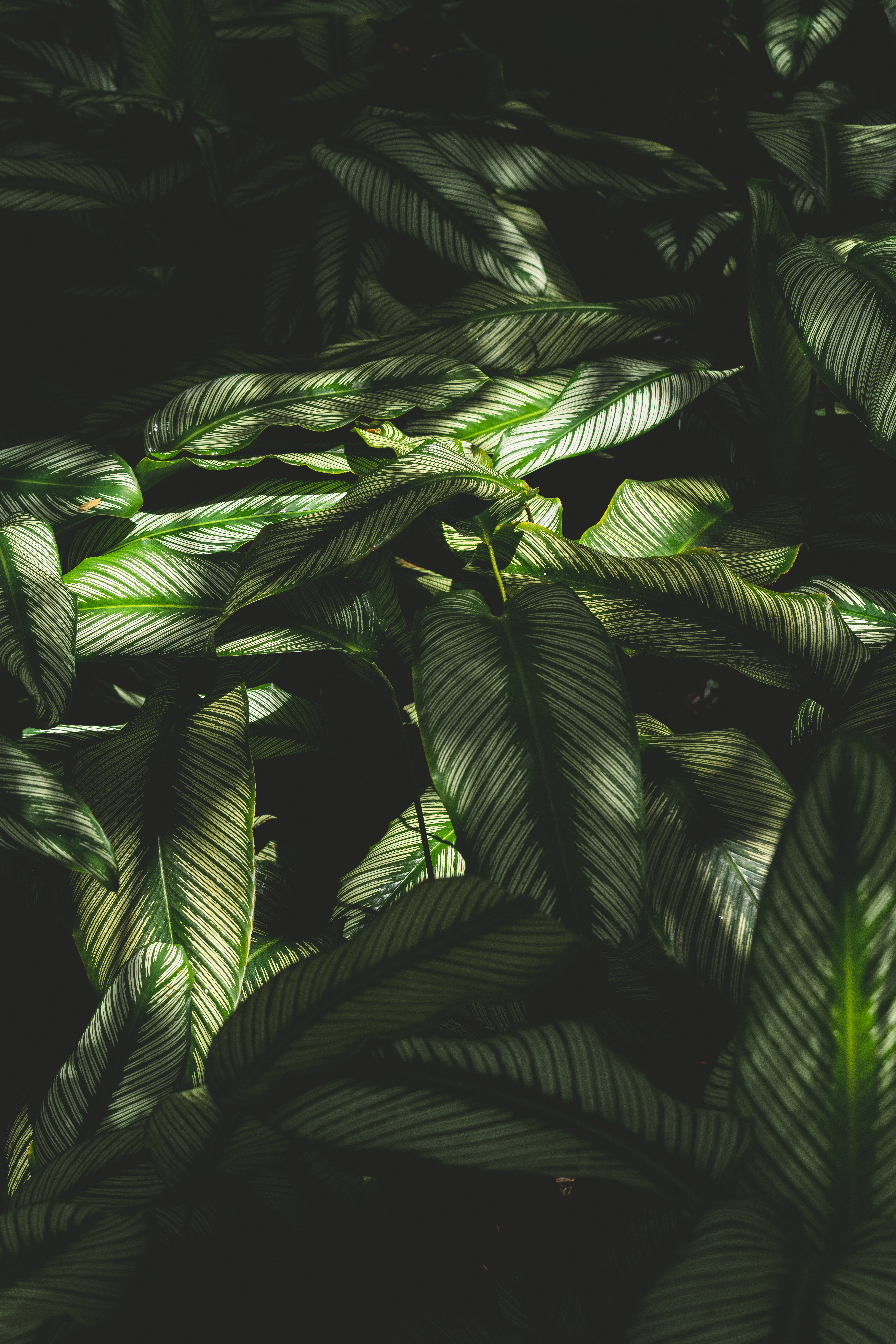
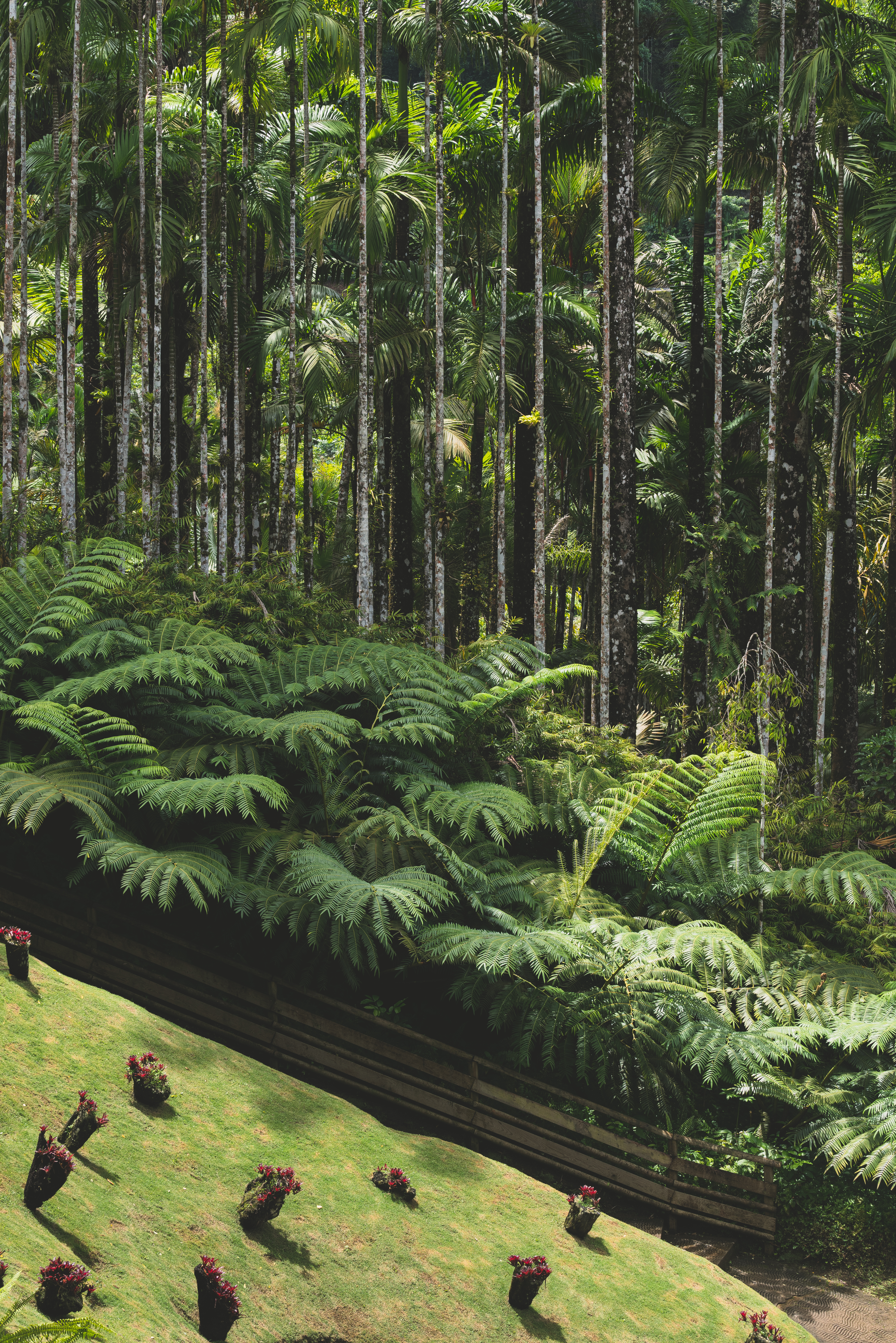
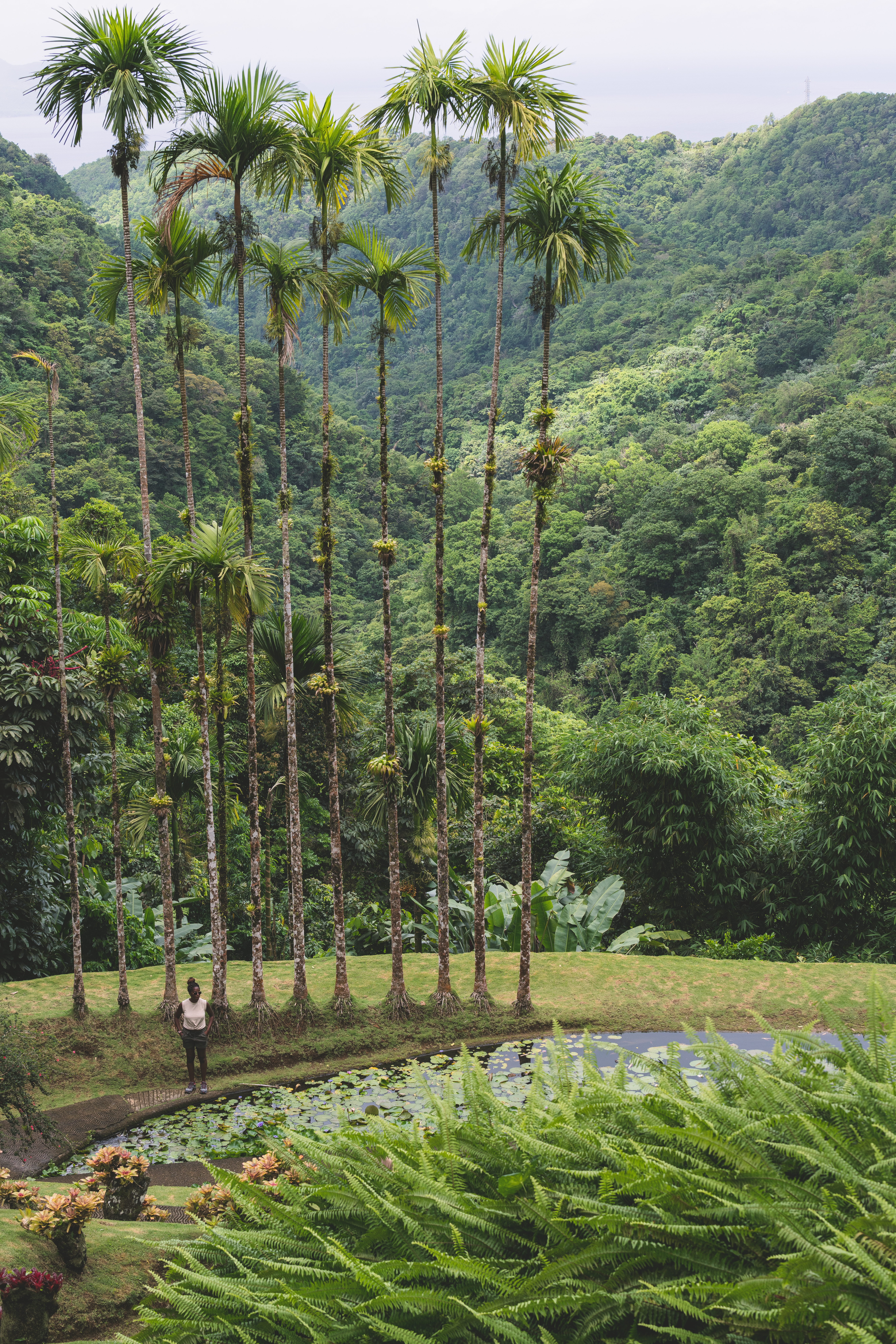
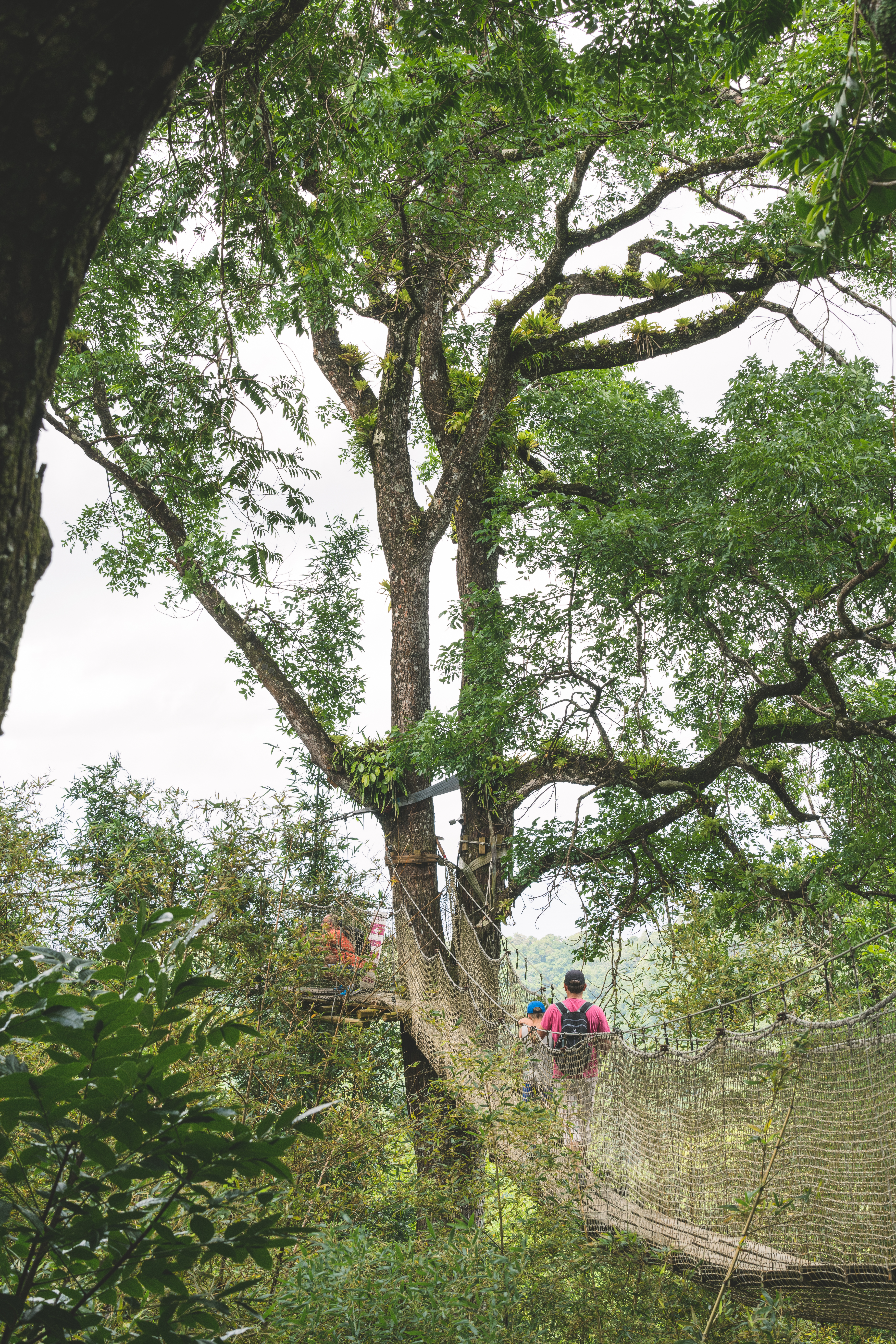

- -  Portal da França